# IC 2091
IC 2091 bezeichnet im Index-Katalog vier scheinbar dicht beieinander liegende Sterne im Sternbild Eridanus. Der Katalogeintrag geht auf eine Beobachtung des Astronomen Isaac Roberts am 17. Februar 1903 zurück.